# Otchi tchornya
Otchi tchornya est un roman de l'auteur Mikhail W. Ramseier, publié en 2010 par les éditions les 400 coups dans la collection Coups de tête. Il est actuellement le plus long roman de la collection puisqu'il contient 550 pages.

## Résumé
Zénobe trouve une femme morte dans la salle de bain de son logis parisien. Il parait que cette femme habitait clandestinement dans son appartement. Il trouve ensuite une fillette, qui serait celle de la défunte. Malheureusement, aucune d'entre elles ne possèdent de papiers d'identités. Il s'engage donc à effectuer un périple qui évoluera à partir de la France jusqu'en Sibérie, en passant par Saint-Pétersbourg.

## Personnages
- Zénobe : personnage principal du roman.